# Punta dels Raus
És un cim de 1.080 m. d'altitud situat dins del Parc Natural dels Ports.
Fronterer entre els termes de Paüls i Horta de Sant Joan, també es frontera entre les comarques dels Baix Ebre i la Terra Alta.
Situada al mig d'un triangle entre els cims: la Punta de l'Aigua, la Punta dels Llambars i la Mola dels Atans.
Es pot accedir passant pel Coll de la Gilaberta (Des de Paüls), el Pujador d'en Valero (des d'Horta) o per la Font del Montsagre de Paüls (Des de Paüls).
En dies ventosos es un cim en molta exposició.